# Popevka 2021
44. festival Popevka je potekal 11. septembra 2021 v studiu 1 Televizije Slovenija. Vodil ga je Tilen Artač (po scenariju Igorja Bračiča). Za režijo je poskrbel Aljaž Bastič, urednik oddaje pa je bil Aleksander Radić.
V enem tekmovalnem večeru z neposrednim prenosom na RTV Slovenija se je predstavilo 11 tekmovalnih skladb. Slavila je Raiven s pesmijo »Volkovi«.

## Vabilo za sodelovanje
Vabilo za sodelovanje je bilo objavljeno 21. oktobra 2020. Pravila vabila med drugim določajo:
- Izvajalci morajo biti na dan 1. aprila 2021 stari najmanj 16 let.
- Skladba je lahko dolga največ tri minute in pol.
- Besedilo mora biti v slovenskem jeziku.
- Skladba mora biti izvirna (v celoti in v posameznih delih) in še nepriobčena javnosti na dan prijave.
- Izbrani izvajalci bodo skupaj s spremljevalnimi vokalisti skladbo izvedli v živo, in sicer bodisi:
  - z revijskim orkestrom RTV Slovenija,
  - z ansamblom (bandom) RTV Slovenija ali
  - z lastnim ansamblom (bandom), če gre za glasbeno skupino (slednje naj bi bilo novost).

RTV Slovenija lahko avtorje oziroma izvajalce k sodelovanju povabi tudi neposredno.
Zbiranje prijav je potekalo do 23. novembra. Prejeli so 113 prijav. Strokovna žirija v sestavi Eva Hren, Martin Štibernik, Rok Lopatič, Alja Kramar, Mojca Menart in Aleksander Radić jih je izmed njih za festival izbrala 12. Med njimi je bila tudi skladba »Pomladni večer« izvajalca Roka Ferengje in avtorjev Aleša Klinarja (glasba) ter Roka Lunačka (besedilo), ki pa je bila enkrat po 30. avgustu 2021 na predlog izborne strokovne komisije izločena iz tekmovalnega programa, saj se je izkazalo, da za sodelovanje na festivalu ni izpolnjevala vseh zahtevanih pogojev.

## Tekmovalne skladbe
| #   | Izvajalec                                      | Naslov                     | Avtorji glasbe, besedila in aranžmaja                                       |
| --- | ---------------------------------------------- | -------------------------- | --------------------------------------------------------------------------- |
| 1.  | Balladero                                      | »Marelice«                 | Dominik Bagola (gb), Aljoša Bagola (b), Anže Vrabec (a)                     |
| 2.  | Aleksandra Ilijevski & Goran Bojčevski kvartet | »Pusti me«                 | Goran Bojčevski (ga), Aleksandra Ilijevski (b)                              |
| 3.  | Uroš Buh                                       | »Blizu«                    | Uroš Buh (gb), Rok Jurečič (a), Klemen Kotar (a)                            |
| 4.  | Okustični                                      | »Še bolj prav«             | Karin Zemljič (gb), Aleš Avbelj (a)                                         |
| 5.  | Vudlenderji                                    | »Podaril si mi svoje srce« | Tomaž Hostnik (gb), Matija Krečič (a)                                       |
| 6.  | Gregor Ravnik                                  | »Še ko te ni, te imam«     | Marko Hrvatin (g), Mitja Bobič (g), Drago Mislej Mef (b), Patrik Greblo (a) |
| 7.  | Veronika Kumar                                 | »Solzam«                   | Veronika Kumar (gba)                                                        |
| 8.  | Tomaž Hostnik                                  | »Če imel bi moč«           | Tomaž Hostnik (gb), Matija Krečič (a)                                       |
| 9.  | Raiven                                         | »Volkovi«                  | Sara Briški Cirman (gb), Peter Khoo (g), Anže Rozman (a)                    |
| 10. | Žiga Rustja                                    | »Ko padeš«                 | Žiga Rustja (gb), Rok Golob (a)                                             |
| 11. | Lea Sirk                                       | »Zgodba za dva«            | Lea Sirk (gba)                                                              |

Nastopajoče je v živo spremljal Revijski orkester RTV Slovenija pod vodstvom Patrika Grebla.

## Nagrade

### Velika nagrada občinstva
O zmagovalcu festivala, tj. prejemniku velike nagrade občinstva Popevke 2021, je odločalo telefonsko glasovanje. Največ glasov je prejela skladba »Volkovi« v izvedbi Raiven.
| Mesto | Skladba (izvajalec)                                       |
| ----- | --------------------------------------------------------- |
| 1.    | Volkovi (Raiven)                                          |
| 2.    | Zgodba za dva (Lea Sirk)                                  |
| 3.    | Še ko te ni, te imam (Gregor Ravnik)                      |
| 4.    | Če imel bi moč (Tomaž Hostnik)                            |
| 5.    | Podaril si mi svoje srce (Vudlenderji)                    |
| 6.    | Pusti me (Aleksandra Ilijevski & Goran Bojčevski kvartet) |
| 7.    | Solzam (Veronika Kumar)                                   |
| 8.    | Marelice (Balladero)                                      |
| 9.    | Ko padeš (Žiga Rustja)                                    |
| 10.   | Blizu (Uroš Buh)                                          |
| 11.   | Še bolj prav (Okustični)                                  |

### Nagrade strokovne žirije
Strokovna žirija v sestavi Eva Hren (predsednica), Eva Boto, Alja Kramar, Leon Oblak in Žiga Pirnat je podelila pet nagrad: 
- veliko nagrado strokovne žirije za najboljšo skladbo v celoti: »Še ko te ni, te imam« v izvedbi Gregorja Ravnika
- nagrado za najboljše besedilo: Tomaž Hostnik za pesem »Podaril si mi svoje srce«
- nagrado za najboljšo interpretacijo: Veronika Kumar za pesem »Solzam«
- nagrado za najboljšo priredbo: Aleš Avbelj za pesem »Še bolj prav«
- nagrado za mladega obetavnega avtorja ali izvajalca: Veronika Kumar za pesem »Solzam«

## Spremljevalni program
Večer sta otvorila Eva Hren in Tilen Artač kot Marjana Deržaj in Stane Mancini s pesmijo »Kako sva si različna« (s prilagojenim besedilom). Pred začetkom tekmovalnega dela je Artač občinstvo nagovoril kot Janko Ropret in Lado Bizovičar. Imitirajoč Ropreta, je zapel »Zemlja pleše« (s prilagojenim besedilom). Med telefonskim glasovanjem je nastopila Eva Hren s »Šestim čutom«, svojo zmagovalno popevko iz leta 2019.